# Missua
Missua est un site archéologique situé à Sidi Daoud, au nord-est de la Tunisie.

## Localisation
Missua est situé à l'extrémité nord-est de la péninsule du cap Bon à l'emplacement du village actuel de Sidi Daoud.
Certaines installations portuaires d'époque romaine encore visibles de nos jours donnent une idée de l'étendue de la ville antique :  Au nord du port de pêche actuel, des jetées antiques affleurent dans une crique au pied du fort Borj es-Salhi, au centre, en face de l'îlot de Djila, une jetée et un quai romain sont visible, et au sud du promontaoire de Sidi Daoud, d'autres vestiges indiquent qu'un affleurement rocheux immergé, orienté est-ouest, servait de digue pour protéger l’anse principale.

## Histoire

### Cité de Missua
Missua ou Misua est une cité romaine, rattachée à la province de l'Afrique proconsulaire.
La cité est mentionnée par Pline, Ptolémée ou Procope. Elle est également visible dans l'Itinéraire d'Antonin et la Table de Peutingner.
Nous connaissons en outre quelques personnages de la cité, tels que Flavius Arpagius qui était agentes in rebus, flamine perpétuel et patron de Missua au IVe siècle. Nous savons aussi que le gouverneur byzantin Solomon a embarqué pour la Sicile depuis le port de Missua après une révolte à Carthage en 536.

### Port de Missua

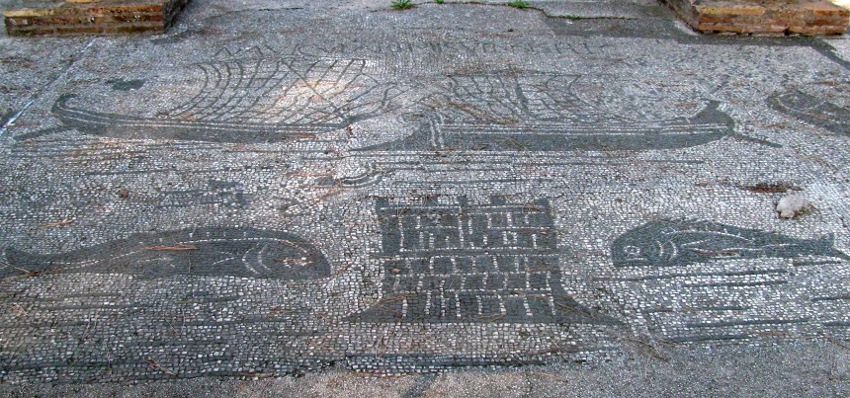
Plaque des navigateurs de Missua à Ostie

De nombreux vestiges portuaires subsistent et témoignent de l'importance du port de Missua qui avait des relations économiques avec Ostie par exemple, comme le montre le panneau des navigateurs de Missua de la place des Corporations. Cette place regroupait les représentations de plusieurs villes commerciales de l'Empire, dont neuf africaines sur les 30 présentes.
Des carrières littorales entouraient la ville de Missua d'après les vestiges archéologiques. Le choix du littoral pour ce type d'exploitation était lié à la facilité et au coût de transport de ces matériaux en les acheminant directement vers les cités consommatrices par mer. Missua accueillait aussi une usine de salaison et d'autres types d'établissements industriels comme des viviers de poisson. Elle exportait ainsi divers produits comme des conserves de poisson et des sauces alimentaires.
Le port de Missua a connu plusieurs développements successifs dont une extension plus au nord, au niveau de Borj Essalhi. Ce port antique est entretenu jusqu'au IVe siècle d'après les relevés archéologiques. Son déclin commence à la fin de ce siècle ou au début du Ve siècle.

### Diocèse de Missua
Il y avait un évêché chrétien, suffragant de l'archidiocèse de Carthage,. Nous connaissons deux évêques : Irondino, exilé par le roi vandale Huneric en 484, et Servusdei, qui a assisté au concile carthaginois de 525.
Missua est un diocèse titulaire de l’Église catholique en Tunisie depuis 1933 et l'évêque actuel est Paul Vollmar.

## Archéologie

### Vestiges
Le site de la cité de Missua fait probablement une superficie de 40 hectares environ. De nombreuses fouilles et prospectives archéologiques ont eu lieu sur ce site.
Parmi les nombreux vestiges encore subsistants :
- Villa avec vivier : une partie de la structure de la villa est visible juste en face du mausolée de Sidi Daoud. Le vivier est taillé directement dans une ancienne carrière et associé à d'autres cuves à poissons[2]. Ce bassin possède en effet deux conduites de 0,60 m de largeur[11]. Ses dimensions sont de 9,6 m x 7,7 m avec une profondeur qui varie entre 1,10 m et 1,30 m[1].
- Thermes : Ruines des voûtes et murs effondrés. Ses dimensions sont de 60 m x 46 m[12].
- Grand bâtiment construit autour d'une grande dépression[12].
- Bâtiment, appelé El Mhajer localement, dont les ruines forment une butte[12].
- Avenue marine avec son dallage visible sur une dizaine de mètres[13].

Quant à la zone portuaire, les prospections sous-marines ont relevé plusieurs vestiges du port de Missua :
- Fondations de quais et de deux jetées, qui pouvaient servir comme brise-lame ou quais d'accostage[1].
- Présence de dépotoirs urbains et portuaires sur plusieurs centaines de mètres carrés[1].
- Des épaves datées entre le Ier siècle av. J.-C. et le IVe siècle[1].

Dans la périphérie de la cité antique :
- Carrières de Tarfa : grande carrière de grès tendre qui a servi à Carthage ou à Utique. Le cirque naturel dans ses carrière a été transformé en un théâtre pour Missua[14].
- D'autres carrières littorales de grès exploités pendant les périodes punique et romaine[15].
- Henchir El Baggues, accueillant des traces d'un grand établissement antique[16].
- Grande citerne antique de 11 m x 9,80 m avec une structure hydraulique complexe[16].
- Nécropoles romaines le long du rivage[15].

### Découvertes effectuées sur le site
Les objets trouvés sur le site de Missua se trouvent au musée du Bardo,.

## Source de traduction
- (en) Cet article est partiellement ou en totalité issu de l’article de Wikipédia en anglais intitulé « Sidi Daoud, Tunisia » (voir la liste des auteurs).